# ستاره‌شناسی در ایران
نجوم ایرانی یا نجوم ایرانی به دانش ستاره شناسی در تاریخ ایران باستان اشاره دارد.

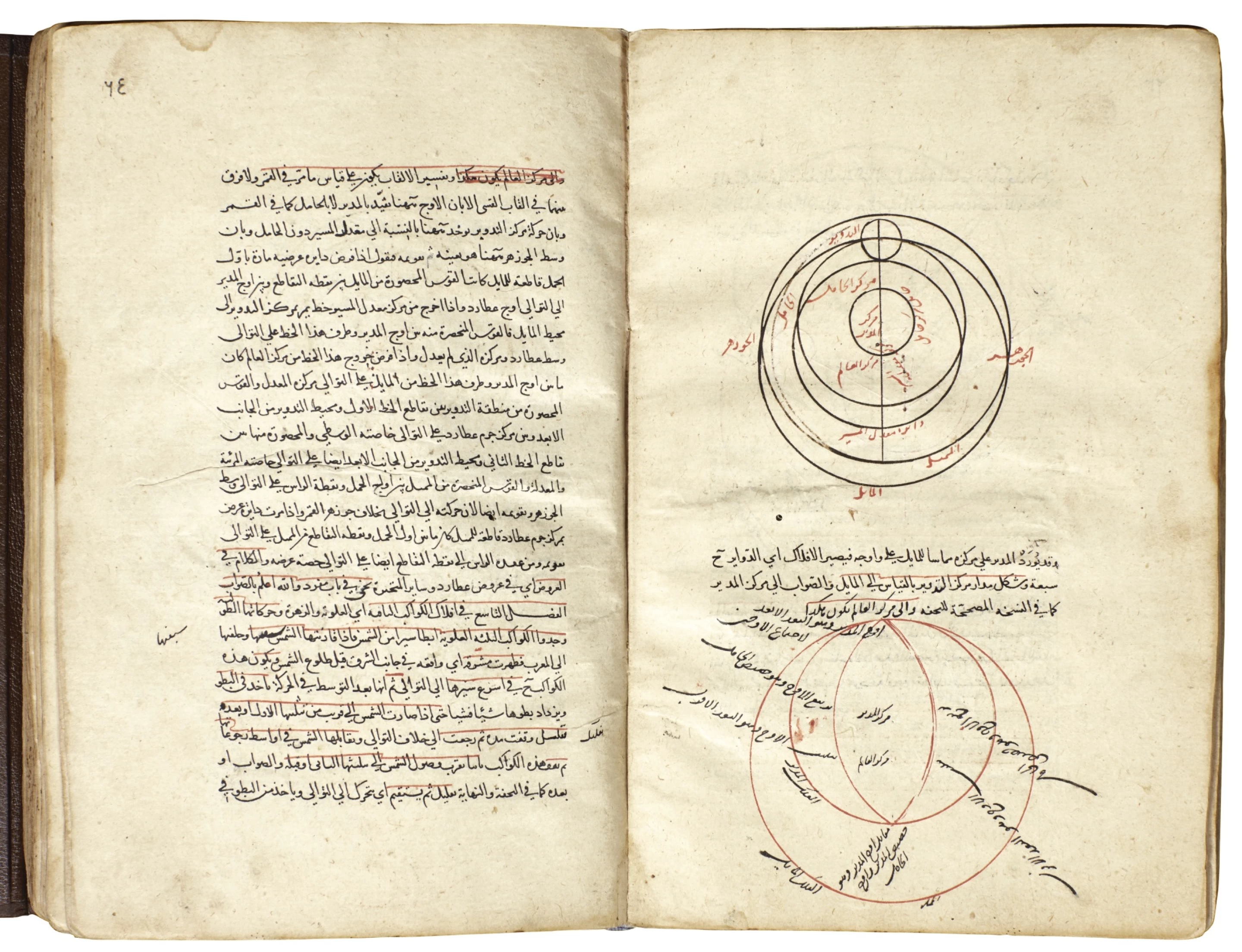
کتابی از علی ابن محمد ابن علی ابن حسن الجرجانی يا السید الشریف درباره ستارگان

## دوران پیش از اسلام
دانش ستاره‌شناسی در ایران مانند دیگر نقاط جهان پیشینه طولانی دارد. از آن جا که ابزار کار این دانش آسمانی پاک و چشم تندرست است، از نخستین علومی است که مورد توجه انسان قرار گرفته‌است.
برخی پژوهشگران، چندی از نقوش تخت جمشید را نشانه‌ای بر آشنایی سازندگان آن‌ها با اخترشناسی می‌دانند؛ از این میان است نقش حمله شیر به گاو که در بسیاری حجاری‌های تخت جمشید هست.
مطالعاتی هم روی جهت‌گیری چهارطاقی‌های بجا مانده از آتشکده‌های کهن نشان داده‌است که می‌توان رابطه‌هایی میان ساختمان آن‌ها و طلوع و غروب جرم‌های آسمانی یافت.
در شاهنامه فردوسی (که به نوعی یک تاریخ حماسی سازی شده از وقایع دوران های باستانی ایران را در ضمن داستانهای خود دارد)، بیان شده که در دوران کیانیان (مشخصاً کیخسرو) برای آغاز ساخت ابنیه مهم (مانند معابد یا کوشک ها و یا شهرها) اقدام به فراخوانی منجمین می کرده اند و از نظر ایشان استفاده می نموده اند. اگر این فراخوانی صرفا برای مشورت سعد و نحس نبوده باشد، ممکن است از دانش منجمین برای اموری مانند "جهت یابی و سَمت یابی"، "زمان یابی"، "مشورت در اقلیم" و دیگر مواردی که دانش زیجی و دانش رصدی امکان مشارکت در آن را دارند، استفاده نموده باشند. خصوصا شواهدی وجود دارد که از جداول طلوع و غروب ستارگان به همراه اسطرلاب، به عنوان ابزاری برای "جهت یابی مبتنی بر ستارگان" در دوران باستان استفاده می شده است. 
در منابع کهن، موارد متعددی دیده می شود که اختراع اسطرلاب و وضع دانش نجوم را به دانشمندان ایرانی (و در دیگر منابع، "دانشمندانِ بابلیِ تحت حکومت ایران باستان") نسبت داده اند.
از دوران پیش از اسلام به جز کتاب زیج شهریار سند مکتوبی بر جای نمانده‌است. ابوریحان بیرونی در کتاب آثارالباقیه عن القرون الخالیه اطلاعاتی دربارهٔ باورهای اقوام گذشته دربارهٔ اخترشناسی ارائه کرده‌است.

## دوران پس از اسلام
ستاره شناسان ایرانی بزرگ ستاره شناسان اسلامی را پایه‌ریزی می‌دهند. پس از دوران خلافت مأمون که دارالترجمه نامی خود را برای برگردان آثار علمی ملل گوناگون بنیاد نهاد، پیشرفت اخترشناسی بمانند علوم دیگر سرعت فراوانی گرفت.
نخستین محاسبات دقیق قطر زمین در همین زمان و به‌دست برادران بنوشاکر انجام گرفت. (توضیحات بیشتر در کتاب تاریخ نجوم اسلامی نوشته نالینو.)
یکی از انگیزه‌های توجه ویژه به اخترشناسی در دوران اسلامی تعیین سالنامه و اوقات شرعی است که نیازمند مشاهدات و محاسبات دقیق ستاره‌شناسی است. هندسه کروی که به‌دست ابوالوفای بوزجانی تکوین یافت این محاسبات را بسیار تسهیل کرد.
در دربار شاهان و امرای ایرانی همیشه شاعران و منجمان سلطنتی وجود داشتند و این امر به رونق پیشه منجمی می‌افزود. البته از رایزنی منجمان برای تعیین زمان‌های سعد و نحس بهره‌گیری می‌شد؛ ولی خود این امر نیازمند سالهای متمادی تحصیل و مطالعه بوده‌است.
زیج‌های بسیاری در دوران اسلامی نوشته شده‌اند که واپسین آن‌ها در سده ۱۸ میلادی و در هند تهیه شده‌است.

## ستاره‌شناسی در دوران معاصر با رویکرد آماتوری
در دوران معاصر آشنایی ایرانیان با اخترشناسی نوین با ترجمه کتاب کامیل فلاماریون توسط عبدالرحیم طالبوف و بعد گاهنامه‌های سید جلال تهرانی آغاز شد. برگردان مقالات خارجی در نشریات همگانی در سالهای ۱۳۲۰ تا ۱۳۴۰ نیز بسیاری را با نجوم به معنای جدید آن آشنا کرد.
آغاز انتشار مجله فضا در دهه ۱۳۴۰ و۱۳۵۰ هم‌زمان دوران فتح ماه رویداد دیگری است که به آشنایی ایرانیان با اخترشناسی نوین کمک کرد. انتشار این گاهنامه که به برپایی کانونی موسوم به «کانون فضایی ایران» هم انجامید تا سال ۱۳۵۷ ادامه داشت.
گاهنامه مرزهای بی‌کران فضا که از سال ۱۳۶۹ خورشیدی پا به عرصه وجود گذاشت، از معدود نشریاتی بود که در میان نشریات پارسی‌زبان تخصصی پس از انقلاب به فضا و فضانوردی می‌پرداخت. سیروس برزو، مالک و سردبیر این گاهنامه علمی بود که بنا به دلایل نامشخصی ۴ سال بیشتر منتشر نگردید.
مصاحبه‌های اختصاصی با فضانوردان، ارتباط با مراکز فضایی، گرفتن مطالب اختصاصی (همانند داستان‌های یوری گلازکف یا زندگی‌نامه آندریان نیکلایف به قلم خودش) و بسیاری دیگر از مطالب نو و ابتکاری دیگر، با پافشاری بر توانمندی‌های فضایی شورویها، از ویژگی‌های شاخص نشریه مرزهای بی‌کران فضا در دوران انتشار بود. از دیگر اقدامات جنبی این گاهنامه، برگزاری نمایشگاه‌های فضایی- ستاره‌شناسی به مناسبت‌های گوناگون، نشست‌هایی همراه با نمایش فیلم و سخنرانی و همچنین راه‌اندازی بازار فضایی، برای ایجاد ارتباط بیشتر با مخاطبان خود بود. به فراخور سی امین سالگرد پرواز گاگارین نمایشگاه عکسی روبه روی سینما آزادی برگزار کرد که به‌دست دکتر حسابی گشایش شد. این گاهنامه بخش‌هایی از صفحات خود را به اخترشناسی اختصاص داده بود که کسانی همچون توفیق حیدرزاده و بهرام عفراوی، در آن مطلب داشتند و عناوینی همچون «آسمان شب» به خوانندگان اجازه می‌داد تا چگونگی ستارگان را به گونه مرتب دنبال کنند.
گاهنامه دانشمند نیز در برگردان مقالات ستاره‌شناسی پیشینه طولانی دارد. پس از انقلاب تا پیدایش دوباره دنباله‌دار هالی فعالیت چشمگیری در نشریات ایرانی به چشم نمی‌خورد؛ جز چاپ دو کتاب شناخت مقدماتی ستارگان و ستاره‌شناسی به زبان ساده (هر دو از انتشارات گیتاشناسی) که فعالیت‌های فردی و کارساز کسان دوستدار ستاره‌شناسی بود.
با پیدایش دنباله دار هالی در نشریات و به ویژه در گاهنامه دانشمند به اخبار مربوط به این امر پرداخته می‌شد. تلاش‌های احمد دالکی از استادان دانشگاه شهید بهشتی در آن زمان برای آشنایی همگانی با اخترشناسی چشمگیر است.
پس از افول دنباله دار هالی انتشار مقالات ستاره‌شناسی در گاهنامه دانشمند ادامه پیدا کرد که بیشتر این مقالات گزینش و برگردان توفیق حیدرزاده بود که پیش از این نیز کتاب شناخت مقدماتی ستارگان را برگردان و منتشر کرده بود. راه‌اندازی بخش آسمان در این ماه به‌دست وی که به بررسی رویدادهای رصدی آسمان هر ماه می‌پرداخت کارایی فراوانی در آشنایی خوانندگان با ستاره‌شناسی رصدی داشت.
مرکز رصدخانه زعفرانیه نیز از سال ۱۳۶۷ با کوشش احمد دالکی آغاز به کار کرد و پس از او حسین رضایی این مرکز را به پیش برد و سپس محمدرضا نوروزی (او پیشتر از دانش آموختگان همین مرکز بوده) سرپرستی این مرکز را بر دوش گرفت. اکنون فریبا یزدانی سرپرست این مرکز است. رصد خانه زعفرانیه در اخترشناسی آماتوری ایران بسیار کارساز بوده‌است و بسیاری از نخستین‌ها در اخترشناسی آماتوری ایران و همین‌طور بسیاری از کسان و گروه‌های آماتوری در ایران از این مرکز سرمشق گرفته‌اند.
در سال ۱۳۷۰، رضا منصوری و توفیق حیدرزاده با راه‌اندازی و انتشار مجله نجوم زمینه‌ساز آغاز آشنایی جدی خوانندگان پارسی‌زبان با اخترشناسی شدند. هم‌اکنون، پس از گذشت‌ سال‌ها، با وجود تعطیلی مجلات عمومی علمی ویژه نجوم نظیر آسمان شب، آسمان‌نما، فضانورد و ... مجله نجوم تنها نشریه همگانی اخترشناسی است که در خاورمیانه منتشر می‌شود. امروزه مجله نجوم فعالیت‌های خود را در زمینه‌های گوناگون گسترش اخترشناسی در میان مردم گسترش داده‌است؛ از آن میان: برگزاری کلاس‌های آموزش اخترشناسی برای مقاطع سنی گوناگون، برگزاری سمینارهای ماهانه دربارهٔ موضوعات روز اخترشناسی برای عموم، برگزاری سلسله نشست‌های نمایش و نقد علمی فیلم‌های علمی-تخیلی به نام «سینما-فضا» و کمک به انجمن نجوم ایران در برگزاری باشگاه ماهانه نجوم تهران در چهارشنبه پایانی هر ماه، برگزاری ماراتن مسیه و برگزاری ده‌ها گشت علمی - آموزشی در حوزه گردشگری نجومی به مقاصد مختلف در ایران و خارج از ایران اشاره کرد.
همچنین انجمن نجوم آماتوری ایران پس از طی مراحل قانونی از "میانه دهه ۷۰ خورشیدی"، پیگیر کسب مجوزهای لازم گردید و هر چند از سال‌های اواخر دهه ۷۰ فعالیت غیررسمی خود را آغاز کرد، اما به صورت رسمی این اولین مرکز آماتوری کشور مزین بنام پر افتخار ایران در "اول اَمرداد ۱۳۸۰" تشکیل شد.
از سال ۱۳۸۰ با راه‌اندازی وبگاه‌های خبررسانی آسمان پارس و مجله نجوم و انجمن نجوم آماتوری ایران تحول دیگری در عرصه نجوم آماتوری ایران به وجود آمد.
دومین ماهنامه ستاره‌شناسی ایران نیز با نام ماهنامه آسمان شب با صاحب امتیازی احمد دالکی با توزیع بین‌المللی در آخرین روزهای سال جهانی نجوم ۲۰۰۹ دی ماه ۱۳۸۸ به صورت رنگی منتشر شد. با این حال آخرین شماره این ماهنامه در فروردین 1395 به چاپ رسید و پس از آن انتشار متوقف شد.
همچنین امروز گروه‌های اخترشناسی آماتوری فراوانی در سطح ایران پرکار هستند که می‌توان به گروه روجا و ادیب اصفهان و انجمن ستاره‌شناسی اهواز و مرکز نجوم آستان حضرت عبدالعظیم و مرکز مطالعات و پژوهش‌های فلکی ـ نجومی و مؤسسه آفاق راهبر آذربایجان اشاره کرد.